# Myrmecocichla arnotti
El zorzal hormiguero de Arnot (Myrmecocichla arnotti) es una especie de ave paseriforme de la familia Muscicapidae propia del África central y oriental. 

## Descripción

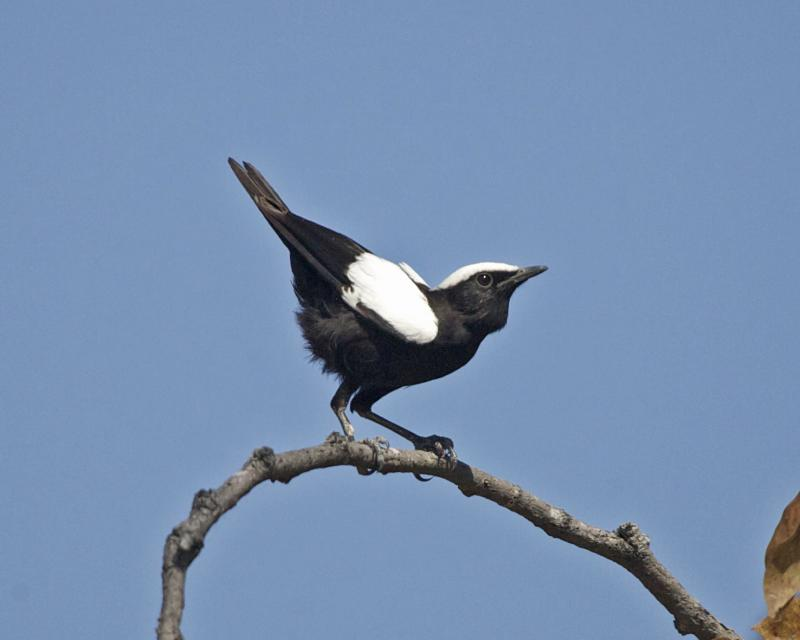
Macho (subespecie nominal).

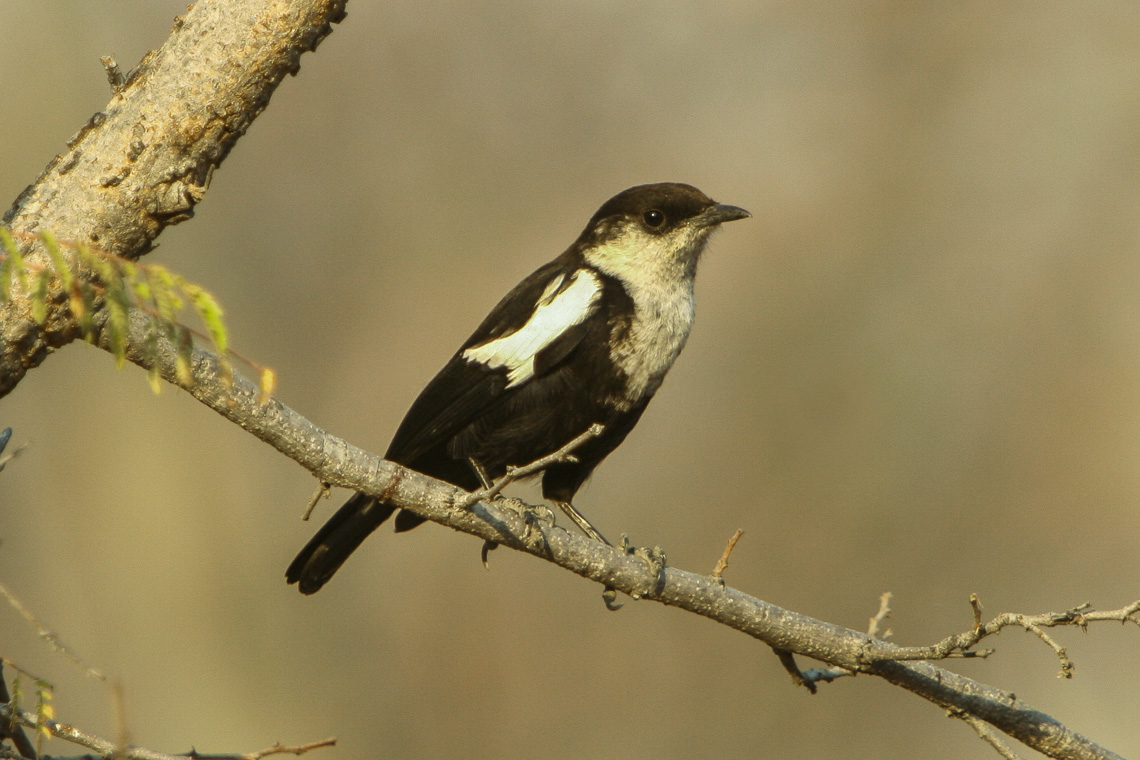
Hembra.

El zorzal hormiguero de Arnot mide entre 16 y 18 cm y pesa alrededor de 35 g. Presenta dimorfismo sexual en el plumaje de los adultos. El macho de la subespecie nominal es principalmente negro con una mancha blanca blanca en el píleo y frente y las coberteras de las alas también blancas. La hembra es similar pero con la aparte superior de la cabeza parda y una gran mancha blanquecina que ocupa la garganta, las mejillas, los laterales del cuello y el pecho. Su pico y patas son negros. Los juveniles son similares a los adultos, pero con las plumas de la cabeza blanca con las puntas blancas en lugar de totalmente blancas. El macho de la subespecie harterti tiene las manchas blancas de las alas más pequeñas y la cabeza principalmente negra, con una pequeña mancha negra en la frente y por encima de los ojos. Además la mancha facial y pectoral blanquecina de las hembras es menos extensa.

## Taxonomía
La especie fue descrita científicamente en 1869 por el ornitólogo inglés Henry Baker Tristram, a partir de un espécimen recolectado en las cataratas Victoria (en el actual Zimbabue), con el nombre binomial de Saxicola arnotti. Tristram escribió que el nombre de la especie conmemoraba a su recoletor, un tal Mr. Arnott, que en realidad se llamaba David Arnot. Por ello en 1965 se sugirió que debería escribirse arnoti. Sin embargo como no hay ninguna prueba de que el original de Tristram estuviera equivocado las reglas de la nomenclatura zoólogica indican que debe mantenerse la ortografía arnotti. Esta especie en el pasado también se clasificó en el género Pentholaea, junto al zorzal hormiguero frentiblanco. 
Se reconocen dos subespecies, hartertii, que se encuentra en Angola; y la nominal, que se encuentra en el resto del área de distribución. Se describió una tercera subespecie, collaris, que en la actualidad se considera una especie separada, la zorzal hormiguero de Ruaha. Esta especie es indistinguible del zorzal hormiguero de Arnot por el plumaje de los machos, pero las hembras son diferentes.

## Distribución y hábitat
La especie se encuentra en el sur de África, desde Ruanda y Angola hasta Sudáfrica.
El zorzal hormiguero de Arnot se encuentra principalmente en los bosques de miombo y mopane saludables. También se encuentra en densidades menores en otras clases de bosques abiertos con poca cubierta herbácea, y raramente cerca de construcciones. Generalmente se encuentra entre el nivel del mar hasta los 1500 metros de altitud. Normalmente no es una especie migratoria, pero puede realizar desplazamientos locales.